# Marisma
Em ecologia, marisma ou pântano salgado é um pântano formado pela água do mar, um ecossistema úmido com plantas herbáceas que crescem na água.
Os marismas estão sujeitos aos mesmos extremos de salinidade, temperatura e marés que afetam as planícies de maré. Têm fundo lamacento, mas a lama fica afixada pelas raízes de plantas, por isso são relativamente estáveis. A vegetação dos marismas compreende poucas gramíneas e plantas terrestres tolerantes ao sal, como a Spartina alterniflora na costa do oceano Atlântico e a S. foliosa na costa do oceano Pacífico A distribuição das plantas no marisma somente pode ser compreendida como resultando da interação entre competição e parasitismo.

## Conservação
Os marismas dos deltas estão entre os mais extensos e biologicamente importantes habitats de zonas úmidas. Muitos desses habitats têm sido restaurados e preservados, mas as civilizações antigas e mesmo as modernas desenvolvem neles áreas agrícolas. Por exemplo, citamos áreas para plantio do arroz, criando drenos para o controle de enchentes, como nos deltas do rio Tigre, do rio Eufrates, do rio Ganges, do rio Amarelo,  do rio Mississipi e do rio Nilo.

## Galeria

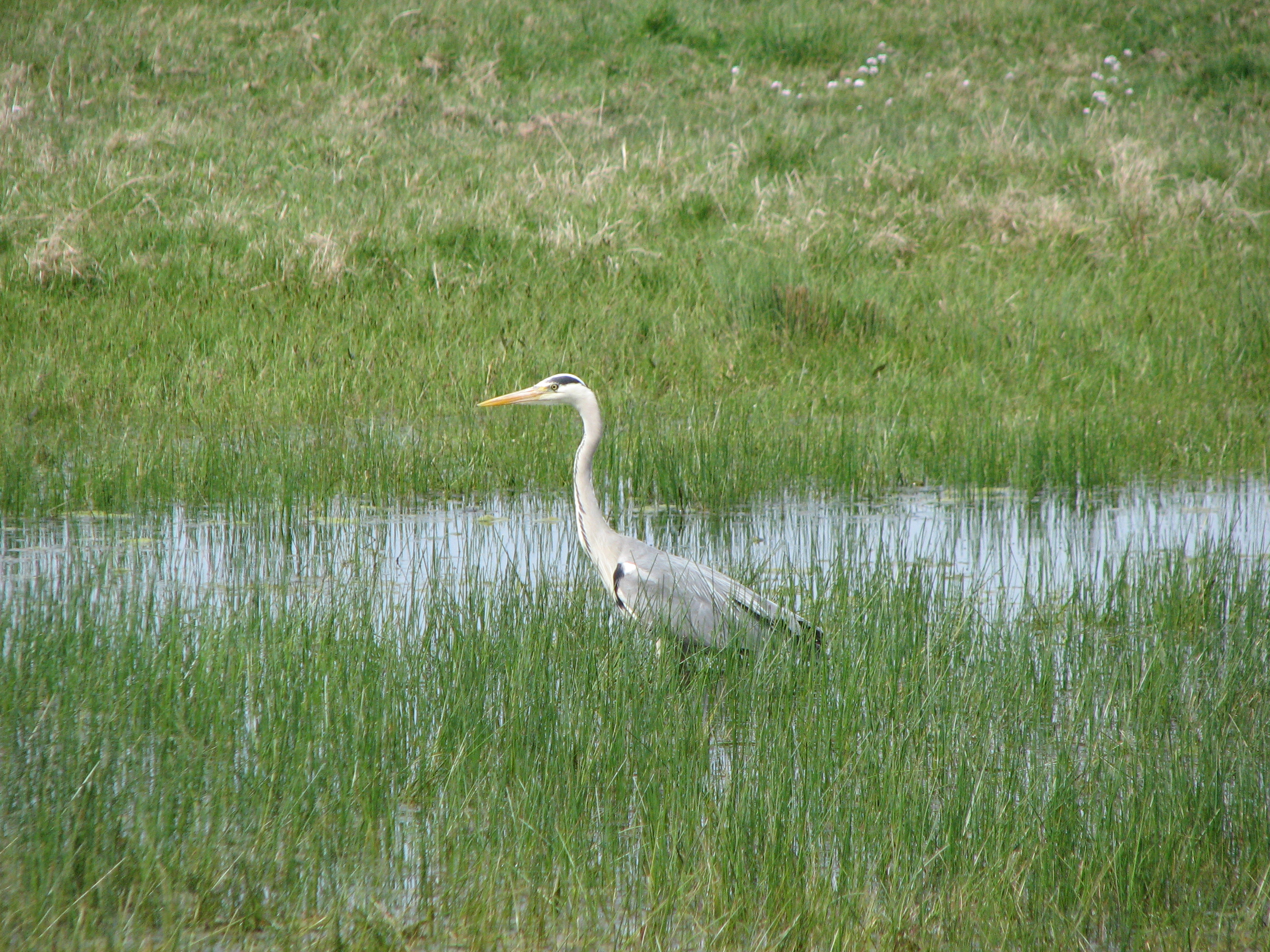
Garça-real-europeia, ave comum em marismas.
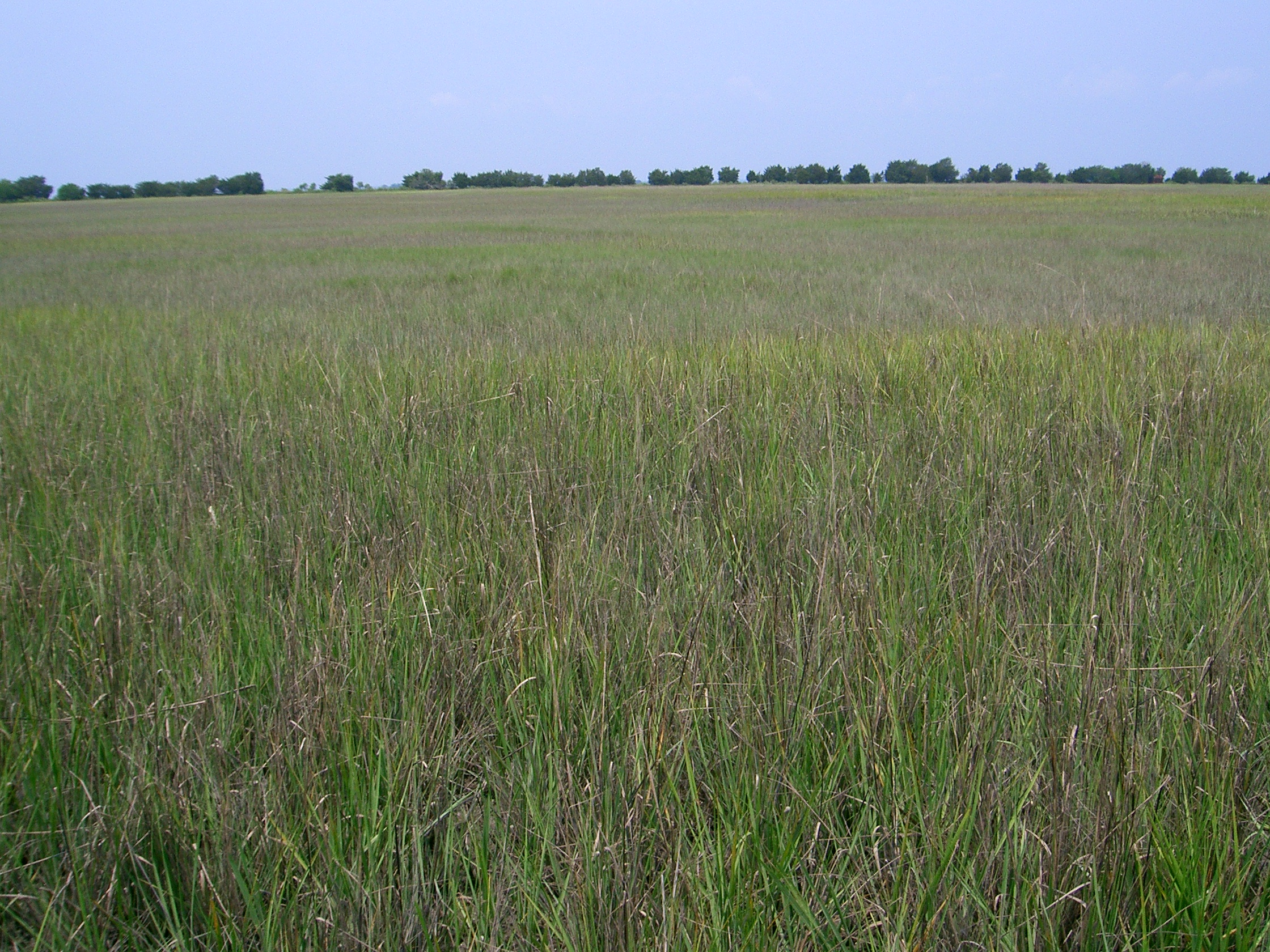
Marisma da Ilha Sapelo, Geórgia, EUA.
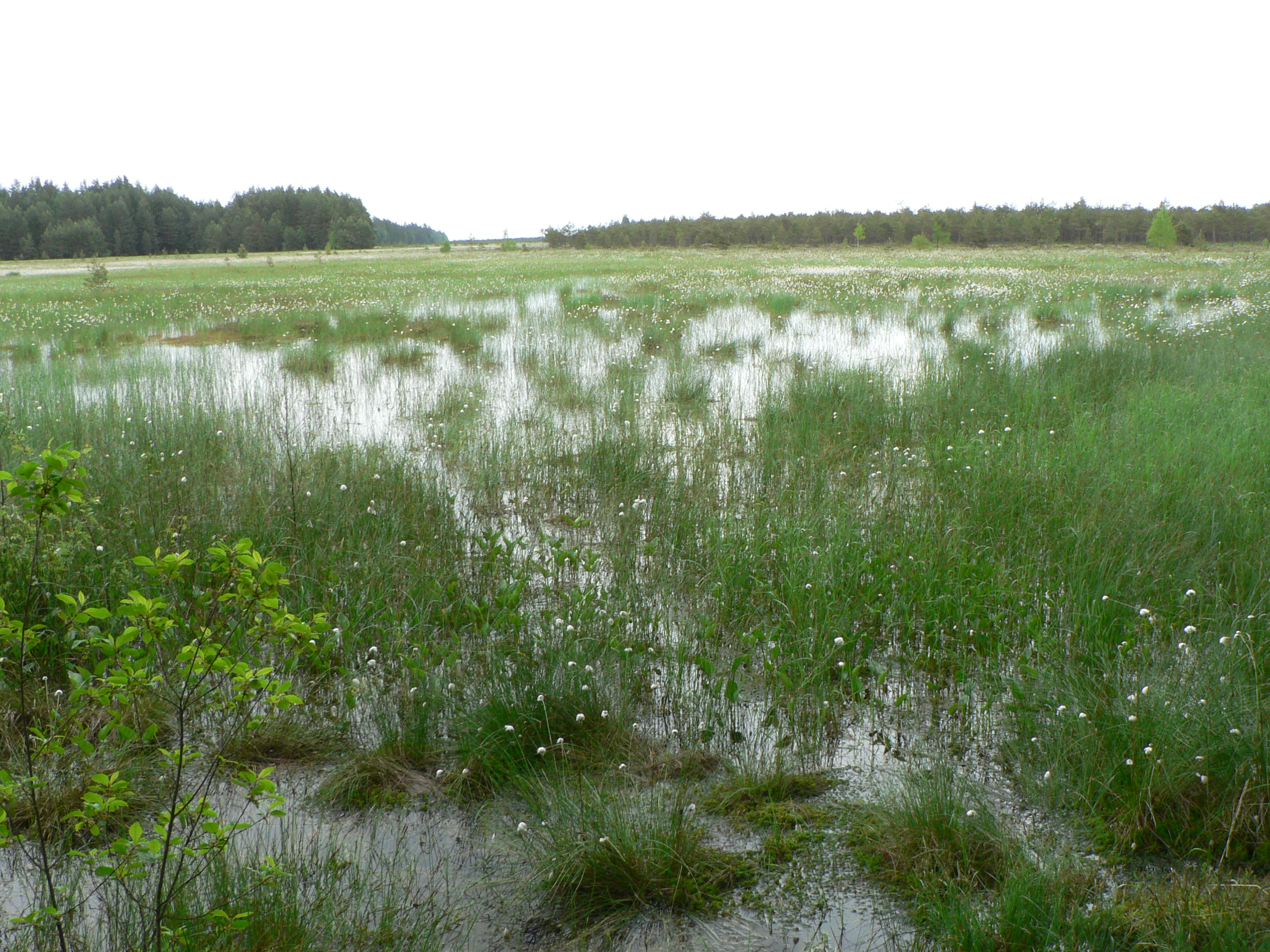
Marisma Čepkeliai perto de Marcinkonys, Lituânia.
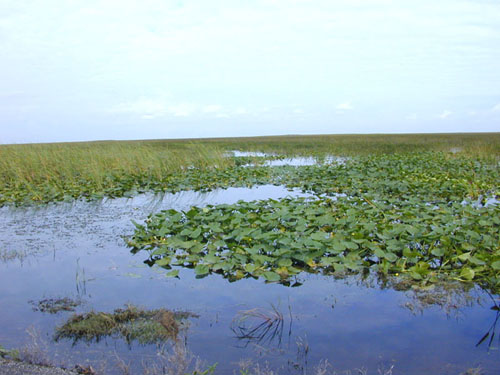
Marisma de água doce na Flórida (EUA)